# Falsche Poesie
Falsche Poesie (Originaltitel Rossz versek, internationaler englischsprachiger Titel Bad Poems) ist eine Tragikomödie von Gábor Reisz, die am 27. Dezember 2018 in die ungarischen Kinos kam.

## Handlung
Das Leben von Tamás liegt in Scherben. Seine Freundin Anna hat sich gerade von ihm getrennt, also kehrt der 33-Jährige nach Budapest zurück und zieht erstmal wieder bei seinen Eltern ein. Er versinkt in Selbstmitleid, und seine Gedanken gleiten immer wieder in der Zeit zurück.

## Produktion

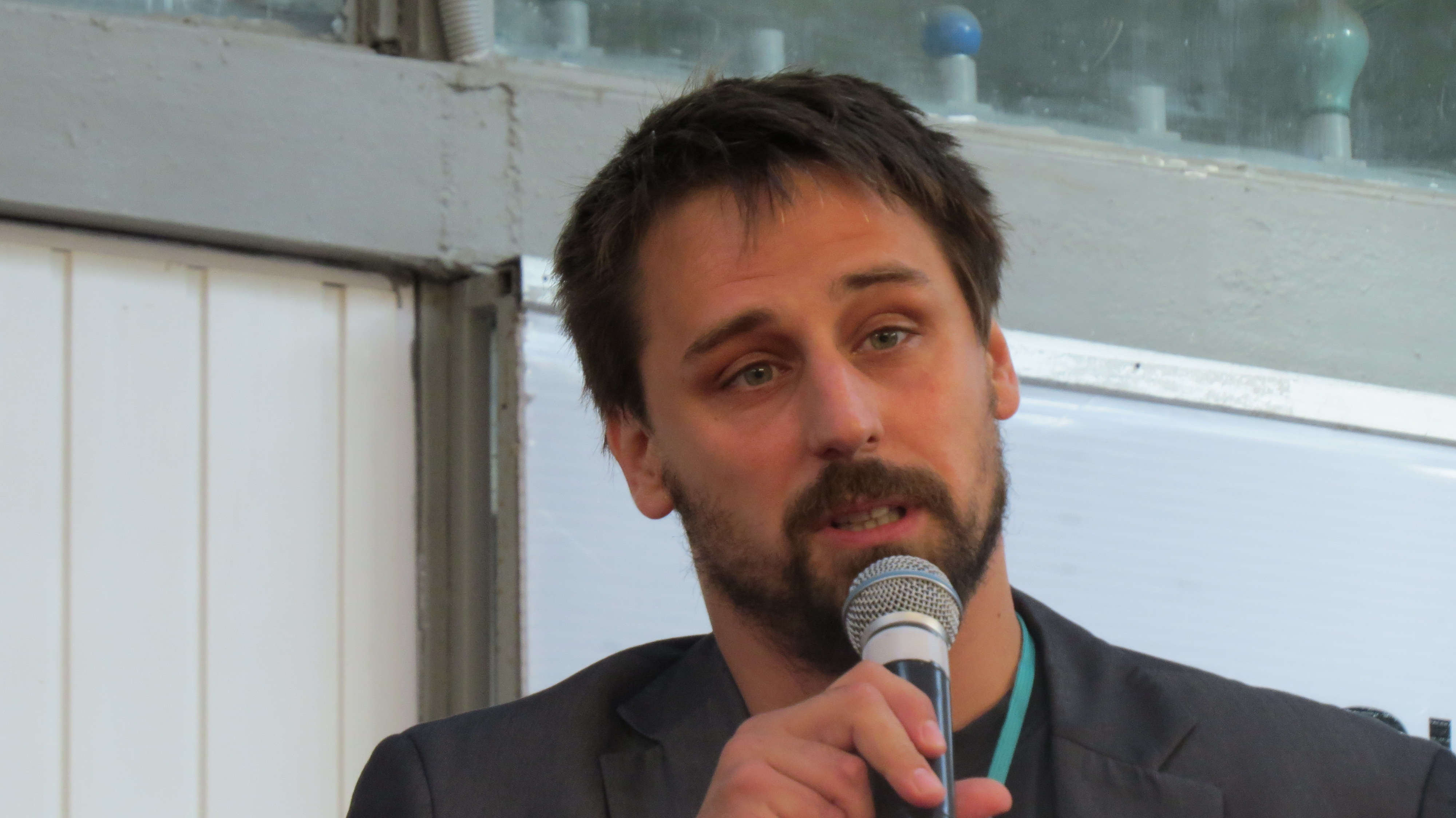
Regie führte Gábor Reisz und schrieb auch das Drehbuch

Regie führte Gábor Reisz, der auch das Drehbuch schrieb und den erwachsenen Tamás verkörpert. Als jüngerer Mann und Kind wird dieser von Donát Seres, Mátyás Prukner und Barnabás Prukner gespielt.
Der Film feierte am 23. November 2018 beim Tallinn Black Nights Film Festival seine Premiere und kam am 27. Dezember 2018 in die ungarischen Kinos. Eine erste Vorstellung in Deutschland erfolgte Ende September 2019 beim Filmfest Hamburg. Im Herbst 2019 wurde er im Rahmen des Europäischen Filmfestivals von Sevilla und beim Filmfestival Cottbus gezeigt.

## Rezeption

### Kritiken
Fabian Wallmeier von rbb24 schreibt, man fühle sich manchmal an amerikanische Slacker-Filme der frühen 1990er Jahre erinnert, wie beispielsweise Richard Linklater sie über ähnliche Typen gedreht hat. Gábor Reisz erzähle jedoch wunderbar frisch fabulierend, sei dabei im Tonfall melancholisch und liebevoll ironisch und in der filmischen Ausgestaltung, mit vielen Rückblenden und die Kindheit des Protagonisten, ausgesprochen eigen und einfallsreich. So entstehe mühelos ein sehr heutiges Generationsporträt.

### Auszeichnungen
Der Film befindet sich in einer Vorauswahl für den Europäischen Filmpreis 2019. Im Folgenden weitere Auszeichnungen und Nominierungen.
Filmfest Hamburg 2019
- Nominierung für den Publikumspreis (Gábor Reisz)

Torino Film Festival 2018
- Auszeichnung mit dem AVANTI! Award (Gábor Reisz)
- Auszeichnung mit dem Scuola Holden Award (Gábor Reisz)
- Auszeichnung als Bester Film mit dem Spezialpreis der Jury (Gábor Reisz)
- Nominierung als Bester Spielfilm für den Preis der Stadt Torino (Gábor Reisz)

Ungarische Filmwoche 2019
- Auszeichnung für den Besten Filmschnitt (Zsófia Tálas)
- Auszeichnung als Beste Nebendarstellerin (Lili Monori)
- Nominierung für das Beste Drehbuch (Gábor Reisz)
- Nominierung als Bester Nebendarsteller (Zsolt Kovács)